# Leonardo Agostini

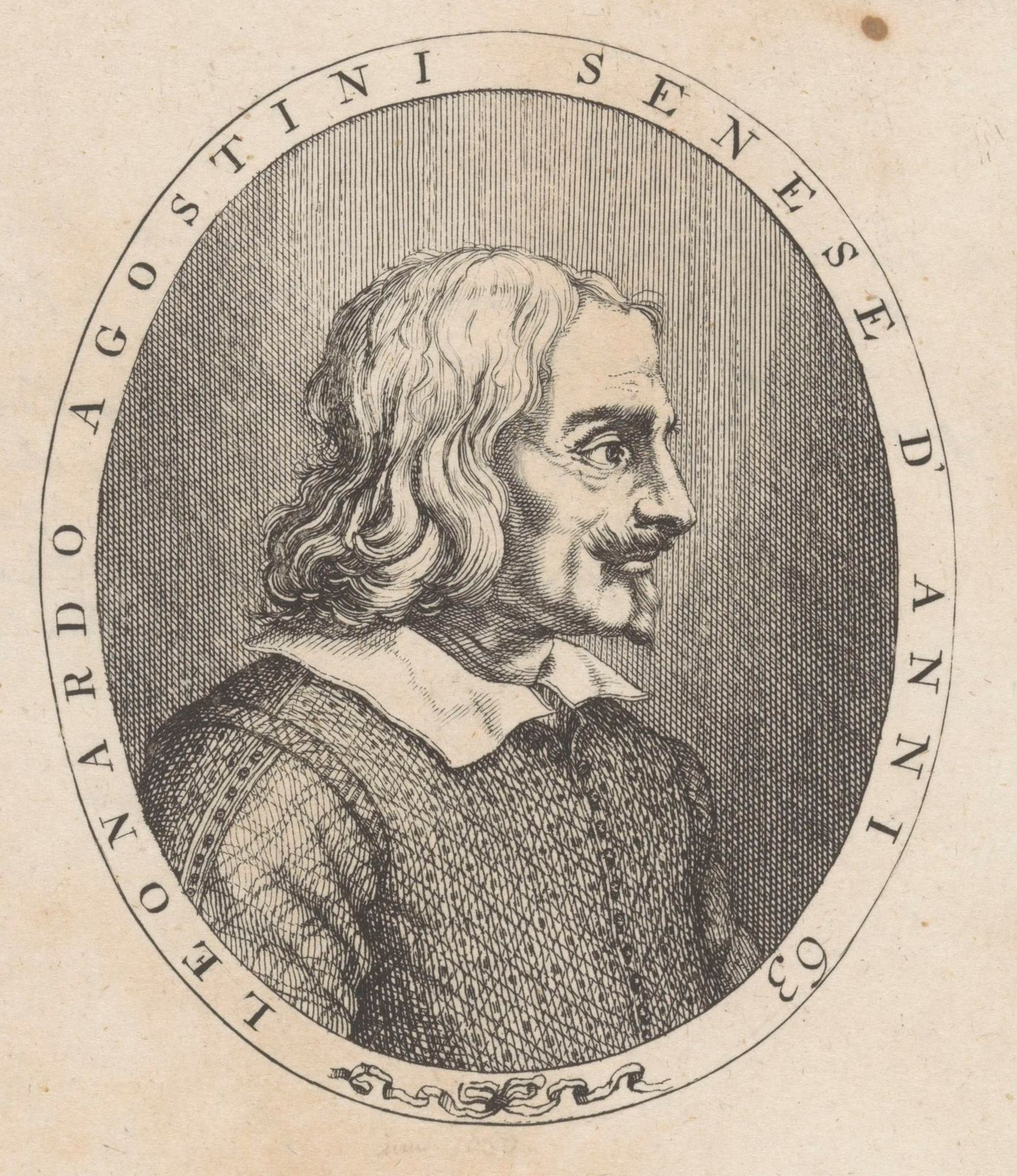
Imagen de Leonardo Agostini de entre 1656 y 1749

Leonardo Agostini (Boccheggiano, 1593-1669) fue un anticuario italiano.
Después de encargarse durante un tiempo de recoger obras para la colección del Palacio Barberini, fue nombrado por el Papa Alejandro VII superintendente de las antigüedades del Estado de Roma. Publicó una nueva edición del libro de Filippo Paruta La Sicilia illustrata con medaglie (“Sicilia ilustrada con medallas”), añadiendo más de 400 ejemplares. En colaboración con Giovanni Bellori (1615-1696) publicó también una obra sobre joyas antiguas, que fue traducida al latín por Jakob Gronovius en Ámsterdam en 1685.